# 鲍铁印
鲍铁印（1941年—），黑龙江富锦汉族人，中国人民解放军少将。在1998年抗洪抢险中光荣立下一等功。
毕业于长春工业大学，曾历任沈阳军区某师参谋长，第16集团军摩步46师长，16军参谋长。2004年10月任第16集团军副军长，2005年，授中国人民解放军少将，2009年10月任辽宁省军区司令员。